# Jean-Paul Snappe
Jean-Paul Snappe (Frameries, 11 november 1951) is een Belgisch voormalig politicus voor Ecolo en emeritus magistraat. Hij was onder meer senator en rechter bij het Grondwettelijk Hof.

## Levensloop
Jean-Paul Snappe was beroepshalve leraar, waarna hij van 1974 tot 1978 medewerker was van de Jeunesse étudiante chrétienne, van 1978 tot 1980 medewerker van de Conseil de la Jeunesse Catholique, van 1980 tot 1987 secretaris van de Conseil Interdiocésain des Laïcs en van 1987 tot 1991 vormingsmedewerker van de ngo Entraide et Fraternité.
In 1989 werd hij voor Ecolo verkozen tot OCMW-raadslid van Doornik, wat hij bleef tot november in 1991. In november 1991 werd hij voor de Ecolo verkozen tot lid van de Senaat, wat hij bleef tot in 1995. Van 1991 tot 1995 maakte hij hierdoor automatisch deel uit van de Waalse Gewestraad en de Raad van de Franse Gemeenschap. Omdat hij na de verkiezingen van 1991 de jongste senator (bij zijn eedaflegging was hij nog maar net 40 jaar geworden, tot in 1995 de minimumleeftijd om in de Senaat te mogen zetelen) was, was hij in de legislatuur 1991-1995 ondervoorzitter van de Senaat.
Van 1995 tot 1999 vertegenwoordigde hij het arrondissement Doornik-Aat-Moeskroen in het Waals Parlement en het Parlement van de Franse Gemeenschap. Na de verkiezingen van 1999 was hij van juli 1999 tot mei 2001 kabinetschef van Waals minister van Sociale Aangelegenheden en Gezondheid Thierry Detienne (Ecolo).
Op 16 mei 2001 volgde hij Janine Delruelle op als rechter bij het Arbitragehof, sinds 2007 Grondwettelijk Hof genaamd. Op 1 november 2019 ging hij met emeritaat.